# إيمون كولينز
إيمون كولينز (بالإنجليزية: Eamon Collins) هو كاتب بريطاني، ولد في 1954، وتوفي في 27 يناير 1999.